# Europarlamentari della Slovacchia della IX legislatura
Gli europarlamentari della Slovacchia della IX legislatura, eletti in occasione delle elezioni europee del 2019, sono stati i seguenti.

## Composizione storica
| Europarlamentare         | Lista                                             | Gruppo |
| ------------------------ | ------------------------------------------------- | ------ |
| Monika Beňová            | Direzione - Socialdemocrazia                      | S&D    |
| Vladimír Bilčík          | Insieme - Democrazia Civica                       | PPE    |
| Miroslav Číž             | Direzione - Socialdemocrazia                      | S&D    |
| Lucia Ďuriš Nicholsonová | Libertà e Solidarietà                             | ECR    |
| Robert Hajšel            | Direzione - Socialdemocrazia (Indipendente)       | S&D    |
| Martin Hojsík            | Slovacchia Progressista                           | RE     |
| Eugen Jurzyca            | Libertà e Solidarietà                             | ECR    |
| Peter Pollák             | Gente Comune e Personalità Indipendenti           | PPE    |
| Miroslav Radačovský      | Partito Popolare Slovacchia Nostra (Indipendente) | NI     |
| Michal Šimečka           | Slovacchia Progressista                           | RE     |
| Ivan Štefanec            | Movimento Cristiano-Democratico                   | PPE    |
| Milan Uhrík              | Partito Popolare Slovacchia Nostra                | NI     |
| Michal Wiezik            | Insieme - Democrazia Civica                       | PPE    |

## Modifiche intervenute

### Europarlamentari eletti per effetto dell'attribuzione di seggi ulteriori
- In data 01.02.2020 è proclamata eletta Miriam Lexmann (Movimento Cristiano-Democratico, gruppo PPE).